# Guibeville
Guibeville és un municipi francès, situat al departament de l'Essonne i a la regió de Illa de França. L'any 2007 tenia 744 habitants.
Forma part del cantó d'Arpajon i del districte de Palaiseau. I des del 2016 de la Comunitat d'aglomeració Cœur d'Essonne.

## Demografia

### Població
El 2007 la població de fet de Guibeville era de 744 persones. Hi havia 221 famílies, de les quals 16 eren unipersonals (8 homes vivint sols i 8 dones vivint soles), 44 parelles sense fills, 157 parelles amb fills i 4 famílies monoparentals amb fills.
La població ha evolucionat segons el següent gràfic:
Habitants censats

### Habitatges
El 2007 hi havia 225 habitatges, 223 eren l'habitatge principal de la família i 2 estaven desocupats. 212 eren cases i 12 eren apartaments. Dels 223 habitatges principals, 198 estaven ocupats pels seus propietaris, 22 estaven llogats i ocupats pels llogaters i 3 estaven cedits a títol gratuït; 2 tenien dues cambres, 8 en tenien tres, 49 en tenien quatre i 164 en tenien cinc o més. 211 habitatges disposaven pel capbaix d'una plaça de pàrquing. A 64 habitatges hi havia un automòbil i a 155 n'hi havia dos o més.

### Piràmide de població
La piràmide de població per edats i sexe el 2009 era:
| Homes | Edats   | Dones |
| ----- | ------- | ----- |
| 0     | 95 o +  | 0     |
| 0     | 90 a 94 | 0     |
| 0     | 85 a 89 | 0     |
| 0     | 80 a 84 | 4     |
| 0     | 75 a 79 | 0     |
| 0     | 70 a 74 | 4     |
| 0     | 65 a 69 | 0     |
| 4     | 60 a 64 | 0     |
| 0     | 55 a 59 | 0     |
| 16    | 50 a 54 | 8     |
| 32    | 45 a 49 | 32    |
| 12    | 40 a 44 | 20    |
| 44    | 35 a 39 | 36    |
| 60    | 30 a 34 | 56    |
| 12    | 25 a 29 | 16    |
| 12    | 20 a 24 | 8     |
| 24    | 15 a 19 | 28    |
| 20    | 10 a 14 | 28    |
| 16    | 5 a 9   | 56    |
| 44    | 0 a 4   | 28    |

## Economia
El 2007 la població en edat de treballar era de 495 persones, 411 eren actives i 84 eren inactives. De les 411 persones actives 400 estaven ocupades (203 homes i 197 dones) i 11 estaven aturades (4 homes i 7 dones). De les 84 persones inactives 15 estaven jubilades, 51 estaven estudiant i 18 estaven classificades com a «altres inactius».

### Ingressos
El 2009 a Guibeville hi havia 222 unitats fiscals que integraven 730 persones, la mediana anual d'ingressos fiscals per persona era de 26.149 €.

### Activitats econòmiques
Dels 42 establiments que hi havia el 2007, 1 era d'una empresa de fabricació de material elèctric, 6 d'empreses de fabricació d'altres productes industrials, 14 d'empreses de construcció, 4 d'empreses de comerç i reparació d'automòbils, 4 d'empreses de transport, 1 d'una empresa d'hostatgeria i restauració, 1 d'una empresa d'informació i comunicació, 2 d'empreses financeres, 1 d'una empresa immobiliària, 5 d'empreses de serveis i 3 d'empreses classificades com a «altres activitats de serveis».
Dels 14 establiments de servei als particulars que hi havia el 2009, 2 eren tallers de reparació d'automòbils i de material agrícola, 1 paleta, 4 guixaires pintors, 2 fusteries, 2 lampisteries, 1 perruqueria, 1 restaurant i 1 agència immobiliària.

## Equipaments sanitaris i escolars
El 2009 hi havia una escola elemental.

## Poblacions més properes
El següent diagrama mostra les poblacions més properes.